# Gregorio Ricci-Curbastro
Gregorio Ricci-Curbastro   (Lugo, 12 de gener de 1853 - Bolonya, 6 d'agost de 1925) va ser un matemàtic italià, professor de la universitat de Pàdua, conegut per les seves recerques en geometria diferencial i anàlisi de tensors.
Fill d'una família de llarga tradició nobiliària de Lugo (Ravenna) i profundament catòlica, Gregorio Ricci-Curbastro, com el seu germà Domenico, va fer els estudis secundaris al Liceo de la seva ciutat natal. El 1869, malgrat no tenir l'edat suficient, és admès a la Universitat de Roma La Sapienza, també amb el seu germà gran, però l'any següent el seu pare, espantat pels esdeveniments polítics a la capital dels Estats Pontificis, els fa retornar a Lugo. El 1872 s'inscriu a la Universitat de Bolonya, però el 1873 es trasllada a la Scuola Normale Superiore de Pisa, on acaba els seus estudis doctorant-se el 1875 sota la direcció d'Enrico Betti i Ulisse Dini. L'any següent va obtenir la seva habilitació docent amb una tesi sobre el problema de Riemann relatiu a les funcions hipergeomètriques. El 1878 va obtenir una beca per estudiar el curs 1878-9 a la Universitat de Múnic en la qual va rebre classes de Felix Klein i Alexander von Brill.
El curs 1879-1880 va ser professor ajudant a la universitat de Pisa. El 1880 fou nomenat professor de la Universitat de Pàdua, en la qual va romandre la resta de la seva vida acadèmica: uns quaranta-cinc anys. Va ser degà de la facultat de ciències de 1901 a 1908. La seva estança a Pàdua, però, no va fer que s'oblidés de la seva vila natal, Lugo, per a la qual desenvolupà plans hidrogràfics.
Va morir d'un atac de cor el 6 d'agost de 1925 a la clínica Negrisoli de Bolonya on havia estat internat uns dies abans per uns problemes de vesícula.
La seva obra matemàtica consta d'una setantena d'articles científics, entre els quals destaquen els dedicats al que ell denominava càlcul diferencial absolut. Aquest tema va rebre amb posterioritat el nom de càlcul de tensors després que Einstein li donés aquest nom el 1916.